# قطار المشاعر المقدسة
قطار المشاعر المقدسة هو خط سكة حديدية يربط مكة المكرمة بالمشاعر المقدسة وهي: منى، وعرفات، ومزدلفة. بدأ تنفيذ المشروع في 2008 من خلال الشركة الصينية لإنشاء السكك الحديدية السعودية المحدودة، بتكلفة إجمالية بلغت 6,650,000,000 ريال سعودي، افتتح في نوفمبر 2010. وتشرف عليه هيئة تطوير منطقة مكة المكرمة.
ويتكون المشروع من 17 قطارًا، تضم 204 عربة، وتستوعب كل عربة منهم 300 راكب، وهناك عربتان أمامية وخلفية للقيادة. ويبلغ طول المسار نحو 18.1 كم، ويرتفع بنحو 8-10 أمتار عن سطح الأرض، ويصل إلى 45 مترًا عند منشأة الجمرات، وتبلغ طاقته الاستيعابية 72,000 شخص في الساعة الواحدة. ويحتوي المشروع على تسعة محطات، بطول 300 متر لكل محطة، تبدأ من مكة المكرمة، ثم يمر القطار بثلاث محطات في مشعر عرفات، وثلاثة في مشعر مزدلفة، ثم محطة في بداية مشعر منى، وأخرى وسطه، وتكون المحطة الأخيرة عند الدور الرابع بجسر الجمرات.

## أهداف المشروع

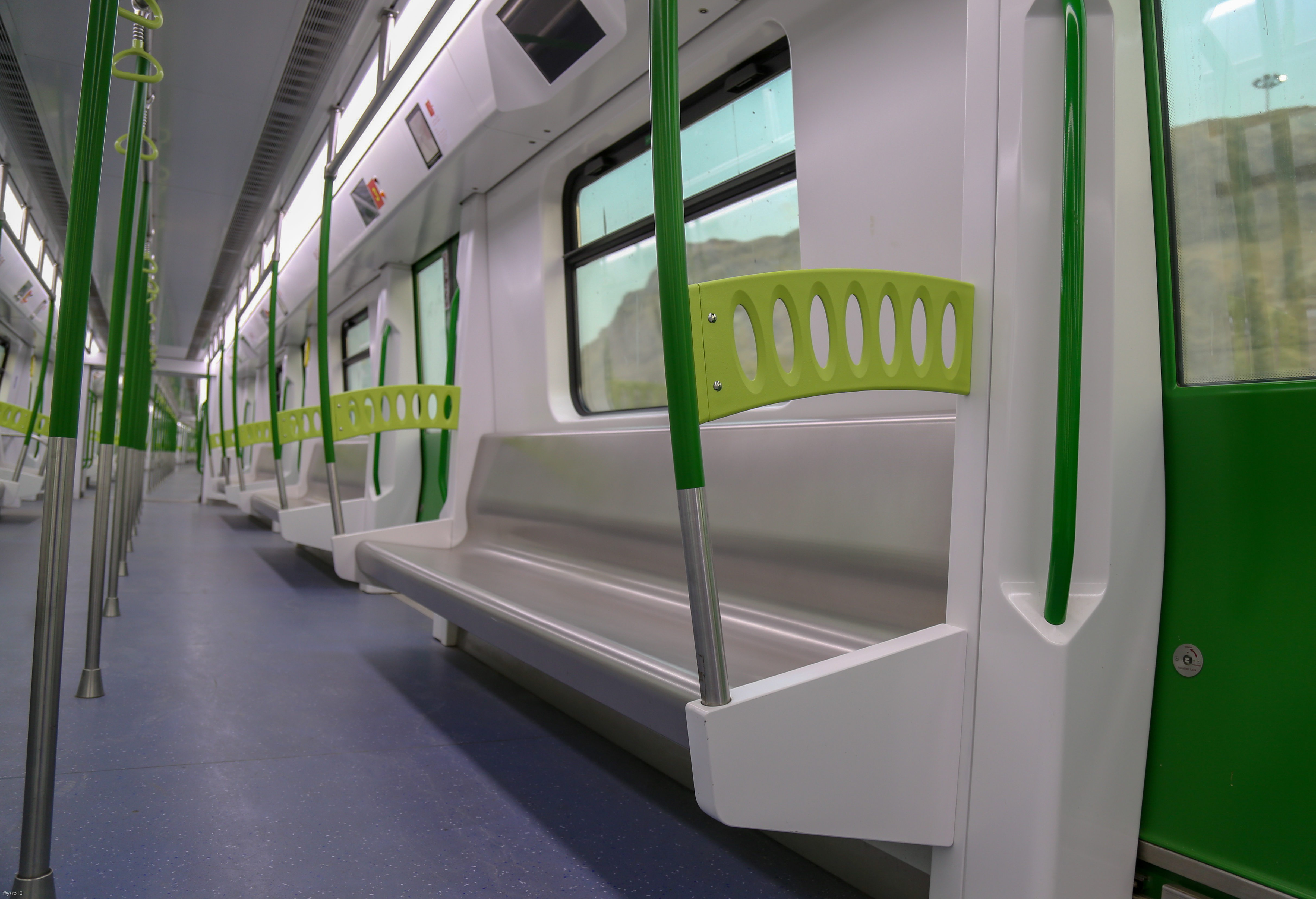
القطار من الداخل

جاء الهدف من المشروع للتخفيف من الازدحام المروري، وسهولة التنقل، وسلامة البيئة، وهو ما أسهم في تنفيذه خلال مدة وُصفت بالقياسية. إضافة إلى أن الحاجة ظهرت إلى الحد من كثافة المركبات داخل المشاعر المقدسة، وتسهيل تنقل الحجاج بينها، بطريقة آمنة وسريعة، حيث ساعد لاحقًا في الاستغناء عن 50 ألف مركبة وحافلة من الدخول إلى المشاعر، إضافة إلى الحاجة لاستغلال المساحات الأرضية لبناء خيام تستوعب عدد أكبر من الحجاج.
ولتحقيق هذه الأهداف رأت الجهات المعنية الحرص على ضرورة تحقيق أعلى معايير من الجودة، حيث يتميز القطار بالسرعة والارتفاع فيقوم عن الأرض ويقوم على أعمدة أحادية وسط الشارع ويتميز أيضا بقربه للمشاة والمحطة، بالإضافة أن المسار يتفادى تأثيره على المخيمات، وتمت مراعاة عدم تكدس الحجاج وطبوغرافية الأرض لتقليل الارتفاعات والانخفاضات. وبعد الانتهاء من الأعمال الإنشائية، ستكون مكة المكرمة أول مدينة سعودية يدخل القطار في وسائل النقل الرئيسية لها، ولكن التحدي الرئيسي الذي يواجه إنشاء القطار هو مجاري السيول والأودية والجبال، والتي أعدت الشركة الصينية لها قسمًا ليبحث تلك المشكلة.

## بداية التشغيل
بدأ التشغيل التدريجي للمشروع الذي تناوب على بنائه 5000 عامل صيني طوال 24 ساعة من مدة العمل، بعدما سلمت الشركة المصنعة 10 عربات من القطار، وهو ما يمثل 35% من كامل المشروع. وانطلقت أولى رحلاته في 2010، بعد إخضاع القطار للتجربة، عن طريق تشغيله أمام من الخبراء، لتقييم جودة الأداء، وسلامة الطريق.
ودخل المشروع في مرحلته الثانية، والتي تم فيها ربط مكة المكرمة بالمشاعر المقدسة، واستكمال بقية مسارات القطار، ومحطاته، ليعمل بكامل طاقته التشغيلية، كما جرى خلال هذه المرحلة تفعيل نظام التحكم عن بعد، حيث يتميز قطار المشاعر بأنه يسير بشكل أوتوماتيكي دون سائق، كونه يعمل وفق نظام آلي يتحكم به أشخاص عن طريق مركز للمراقبة، وتتراوح سرعته بين 80-120 كم في الساعة. كما يتضمن أنظمة تحكم ومراقبة الحشود، وكاميرات حساسة مرتبطة بأجهزة حاسوبية لأعداد الداخلين والخارجين من المحطات، إضافة إلى عدد من الأنظمة الضرورية للطوارئ والإنقاذ، ومكافحة الحرائق. وفي 2011، شهد الحجاج تشغيل مشروع قطار المشاعر المقدسة بكامل طاقته الاستيعابية.

## أحدث نتائج المشروع

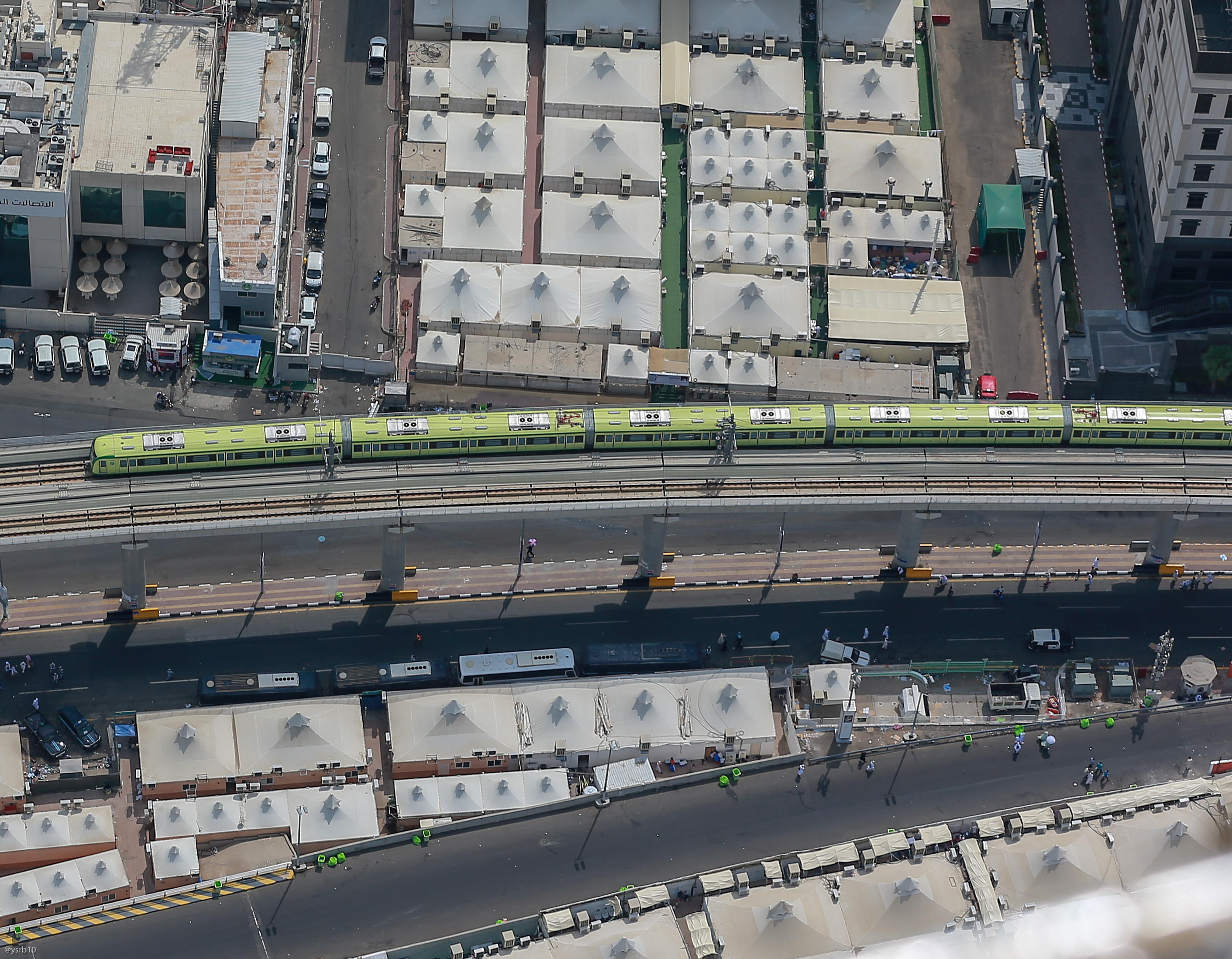
صورة جوية لقطار المشاعر المقدسة

حقق المشروع أهدافه منذ أول عام من تشغيله، إذ نقل أعدادًا كبيرة من الحجاج خلال مدد زمنية قصيرة مقارنة بالسابق، وأصبحت الرحلة بين المشاعر المقدسة التي يمر بها القطار لا تستغرق أكثر من بضع دقائق، بعد أن كانت تستغرق ساعات طويلة.
تعلن الجهات المختصة عن تشغيل القطار باستمرار أنها تعمل على تطوير آلية النقل، وتحسين أنظمة التشغيل، وآلية تفويج الحجاج إلى المحطات بالتعاون مع الجهات الأخرى ذات العلاقة. وحصل أداء القطار خلال عام 1437هـ، على نسبة نجاح 100% في جميع مراحل النقل، وذلك بحسب تقرير قيَّم أداء القطار. ونظير النجاحات التي حققها القطار في تسهيل الخطة المرورية خلال مواسم الحج، وتوفير وسيلة النقل الآمن للحجاج، وفي وقت قياسي مقارنة بالأعوام السابقة، عطفًا على محافظته على بيئة خالية من التلوث الناتج عن عوادم السيارات، فاُختير مشروع القطار من بين أفضل 24 مشروعًا خلال الـ100 عام الماضية، وتم تكريم وزارة الشؤون البلدية والقروية من قبل منظمة الاتحاد الدولي للاستشارات الهندسية (فيديك).
كما قامت هيئة تطوير منطقة مكة المكرمة بتظليل الممرات التي يسلكها المشاة للوصول إلى محطات القطار، لحماية الحجاج من أشعة الشمس. ونقل القطار خلال موسم حج عام 1439هـ، مليوني حاج، عبر 1000 رحلة، خلال سبعة أيام فقط. حيث جهزت الهيئة محطاتها التسعة الموزعة على المشاعر المقدسة، واستخدمت 60 بوابة للدخول والخروج.وفي موسم حج 1444هـ أعلنت الخطوط الحديدية السعودية (سار) نجاح خطتها لتشغيل قطار المشاعر المقدسة بعد أن نقلت أكثر من 2.13 مليون راكب بين محطات القطار التسع الواقعة في منى وعرفات ومزدلفة خلال 2208 رحلات ترددية.

## قطار المشاعر في 2025
خلال موسم حج 1446هـ، نقل قطار المشاعر المقدسة التابع للخطوط الحديدية السعودية (سار) نحو 1.87 مليون راكب بين منى ومزدلفة وعرفات، عبر 2154 رحلة خلال الفترة من 7 إلى 13 ذي الحجة. اشتملت خطة التشغيل على خمس مراحل لنقل الحجاج بين المشاعر، من بينها أكثر من 282 ألف راكب من منى إلى عرفات، و294 ألفًا من عرفات إلى مزدلفة، ونحو 349 ألفًا من مزدلفة إلى منى، إضافة إلى أكثر من 920 ألف راكب بين محطات منى (الجمرات) في أيام التشريق.

## قضية العمال غير المسلمين
إحدى التحديات التي واجهتها السلطات في المملكة العربية السعودية هي أن دخول مكة يعتبر محرما لغير المسلمين، وكان أكثر المهندسين والخبراء الصينيين العاملين في المشروع ملحدون، أو يتبعون إحدى الديانات الصينية. [بحاجة لمصدر] ولكن بعد فترة وجيزة ظهر خبر أن مئات من هؤلاء العمال الصينيين اعتنقوا الإسلام. وقد قيل أن العمال اعتنقوا الإسلام بعد 24 ساعة من إعطائهم كتبا باللغة الصينية عن الإسلام خلال عملهم في عرفات التي تعتبر خارج الحرم. وقال عبد العزيز الخضيري وكيل إمارة مكة المكرمة آنذاك أن هذا يعتبر «ردا مباشرا على منتقدي الحكومة لتعاقدها مع شركة صينية».

## معرض صور

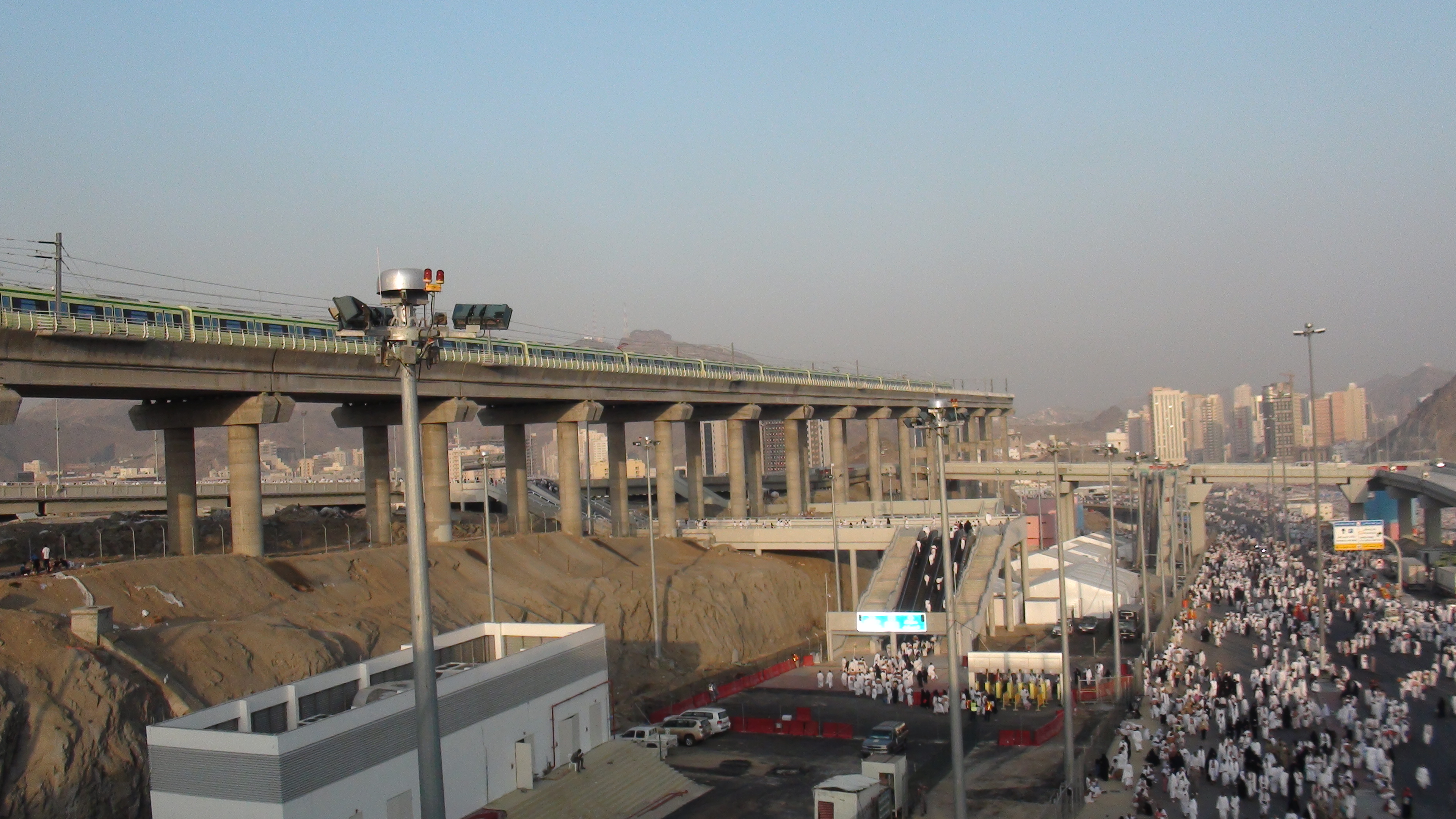
لقطة تظهر القطار وهو يمر على أحد الجسور المعلقة التي أنشئت ضمن مشروعه
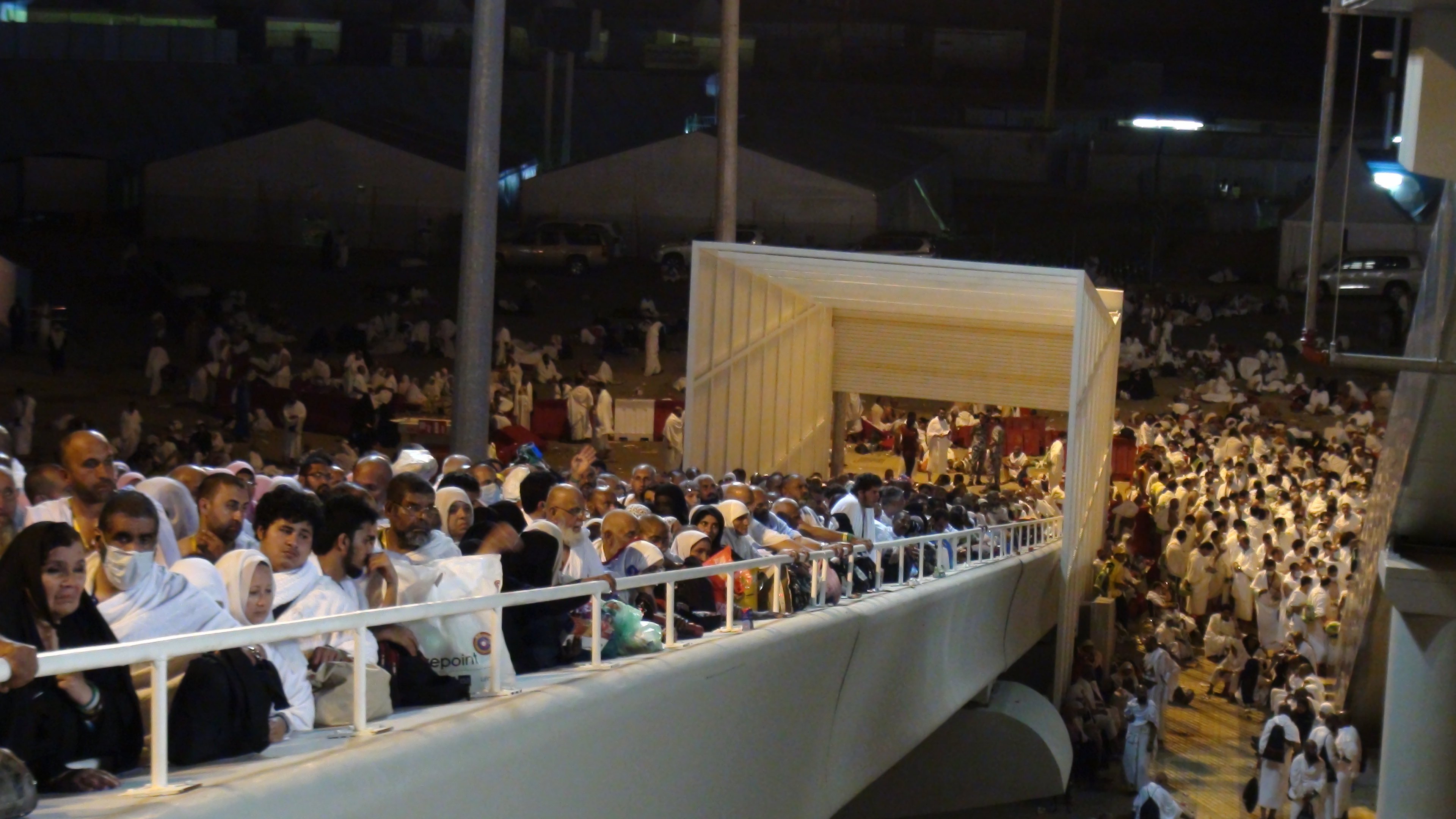
الحجاج وهم يسيرون على أحد السلالم المؤدية لإحدى المحطات.
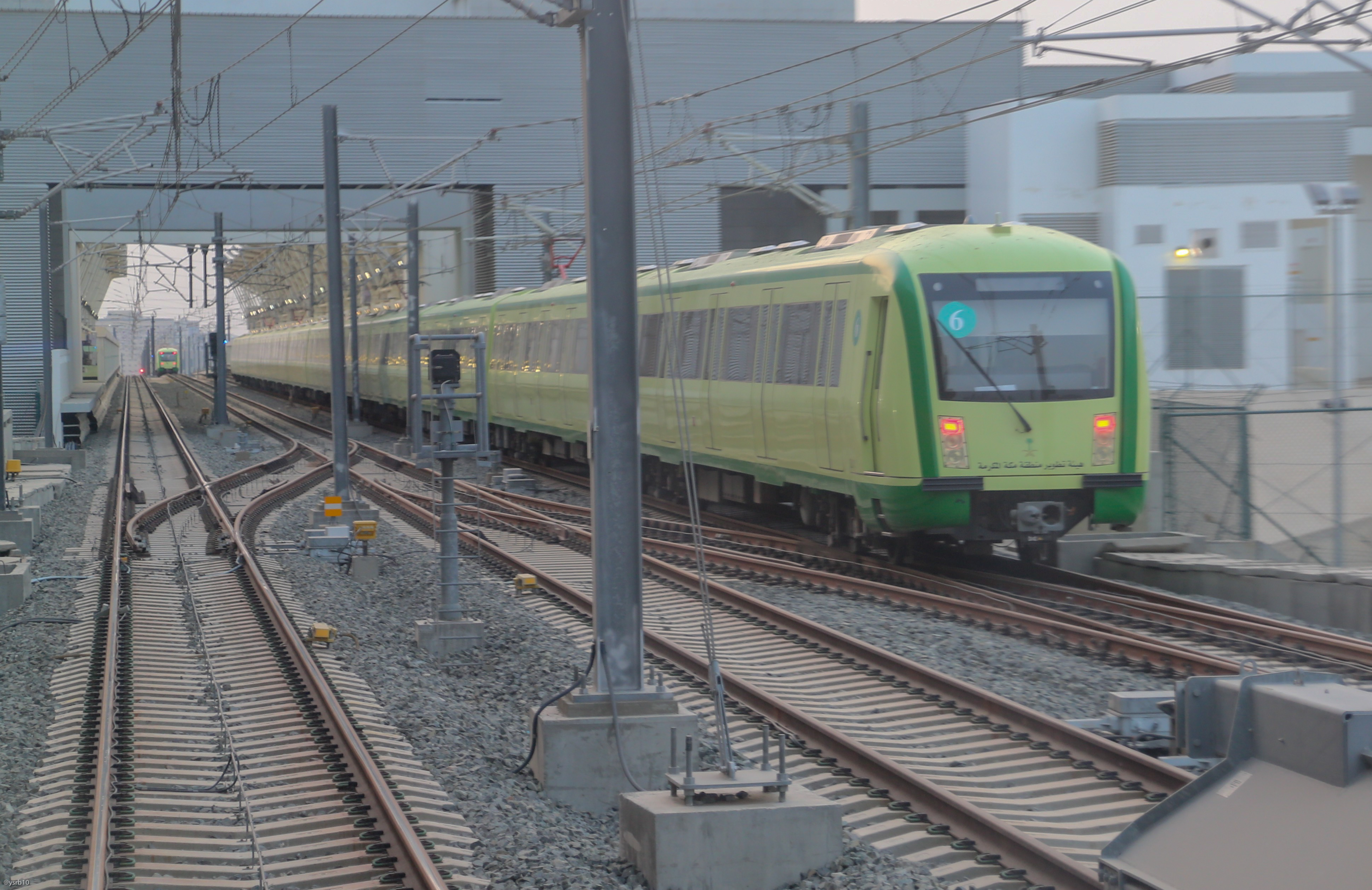
القطار أثناء توقفه

## هوامش
1. ↑  بل يرى بعض المسلمون أن دخول الكفار لجزيرة العرب ككل محرم استنادا على الحديث «أخرجوا المشركين من جزيرة العرب» رواه البخاري (3168) ومسلم (1637).

## وصلات خارجية
- الموقع الرسمي لوزارة الحج
- الموقع الرسمي لهيئة تطوير منطقة مكة المكرمة
- الموقع الرسمي لوزارة الشؤون البلدية والقروية